# Sacheverell Sitwell
Sacheverell Sitwell (15 de noviembre de 1897-1 de octubre de 1988) fue un escritor inglés, más conocido como crítico de arte y escritor sobre la arquitectura, en especial, barroca. Fue el hermano menor de Edith Sitwell y de Osbert Sitwell.

## Biografía
Fue hijo de George Sitwell de Renishaw Hall. Su madre fue Ida Emily Augusta Denison, una de las hijas del barón Londesborough y nieta de Henry Somerset, 7.º duque de Beaufort, quien descendía de la Casa de Plantagenet. Se convirtió en el 6.º Baronet, al heredar el título a la muerte de su hermano Osbert en 1969. Su residencia principal se ubicó en Weston Hall, Northamptonshire, en la casa familiar.
Si bien nació en Scarborough, Yorkshire, fue criado en Derbyshire. Fue educado en el Colegio Eton y en el Balliol College de la Universidad de Oxford. Durante la Primera Guerra Mundial, sirvió desde 1916 en regimiento de los Grenadier Guards del Ejército Británico.
En 1925, se casó con la canadiense Georgia Doble. La pareja tuvo dos hijos. Constant Lambert puso música a uno de sus poemas, The Rio Grande, y fue publicado en 1928.
Entre sus obras más destacadas y originales se encuentra una serie de "fantasías" autobiográficas, tales como "For Want of the Golden City", "The Hunters and the Hunted", "Dance of the Quick and the Dead" (1936).

## Selección de obras
- The People's Palace (1918; poemas)
- The Hundred and One Harlequins (1922; poemas)
- Southern Baroque Art: a Study of Painting, Architecture and Music in Italy and Spain of the 17th & 18th Centuries (1924)
- The Thirteenth Caesar (1924; poemas)
- German Baroque Art (1927)
- The Cyder Feast (1927; poemas)
- All At Sea: A Social Tragedy in Three Acts for First-Class Passengers Only (1927) con Osbert Sitwell
- The Gothick North: a Study of Mediaeval Life, Art, and Thought (1929)
- Dr. Donne and Gargantua (1930, poemas)
- Spanish Baroque Art, with Buildings in Portugal, Mexico, and Other Colonies (1931)
- Mozart (1932)
- Canons of Giant Art: Twenty Torsos in Heroic Landscapes (1933)
- Conversation Pieces: a Survey of English Domestic Portraits and their Painters (1936)
- Dance of the Quick and the Dead (1936)
- Narrative Pictures: a Survey of English Genre and its Painters (1938)
- German Baroque Sculpture (1938)
- Roumanian Journey (1938)
- The Romantic Ballet (1938) con C. W. Beaumont.
- Old Fashioned Flowers (1939)
- Poltergeists: An Introduction and Examination Followed By Chosen Instances (1940)
- The Homing of the Winds: and other passages in prose. Faber & Faber, London  (1942)
- Primitive Scenes and Festivals Faber & Faber, London (1942)
- The Hunters and the Hunted (1948)
- Selected Poems (1948)
- The Netherlands; A Study of Some Aspects of Art, Costume and Social Life (1948)
- Tropical Birds (1948)
- Spain (1950)
- Cupid and the Jacaranda (1952)
- Fine Bird Books (1953), con Handasyde Buchanan y James Fisher.
- Liszt (1955)
- Denmark (1956)
- Arabesque & Honeycomb (1957)
- Journey to the Ends of Time, etc. (1959)
- British Architects & Craftsmen: survey taste, design, styles 1600-1830 (1960)
- Golden Wall and Mirador: Travels and Observations in Peru (1961)
- Great Houses of Europe (1964)
- Monks, Nuns and Monasteries (1965)
- Southern Baroque Revisited (1967)
- Gothic Europe (1969)
- A Background for Domenico Scarlatti, 1685-1757: Written for His Two Hundred and Fiftieth Anniversary (1970)
- Tropicalia (1971; poemas)
- Agamemnon's Tomb (1972; poemas)
- For Want of the Golden City (1973)
- Battles of the Centaurs (1973)
- Les Troyens (1973)
- Look at Sowerby's English Mushrooms and Fungi (1974)
- A Notebook on My New Poems (1974)
- All Summer in a Day: An Autobiographical Fantasia (1976)
- Placebo (1977)
- An Indian Summer: 100 recent poems (1982; poemas)
- Hortus Sitwellianus (1984), con Meriel Edmunds y George Reresby Sitwell.
- Sacheverell Sitwell's England (1986), editado por Michael Raeburn.